# Oedoparena minor
Oedoparena minor är en tvåvingeart som beskrevs av Masayoshi Suwa 1981. Oedoparena minor ingår i släktet Oedoparena och familjen buskflugor. Inga underarter finns listade i Catalogue of Life.